# اقتصاد الهند في عهد الراج البريطاني

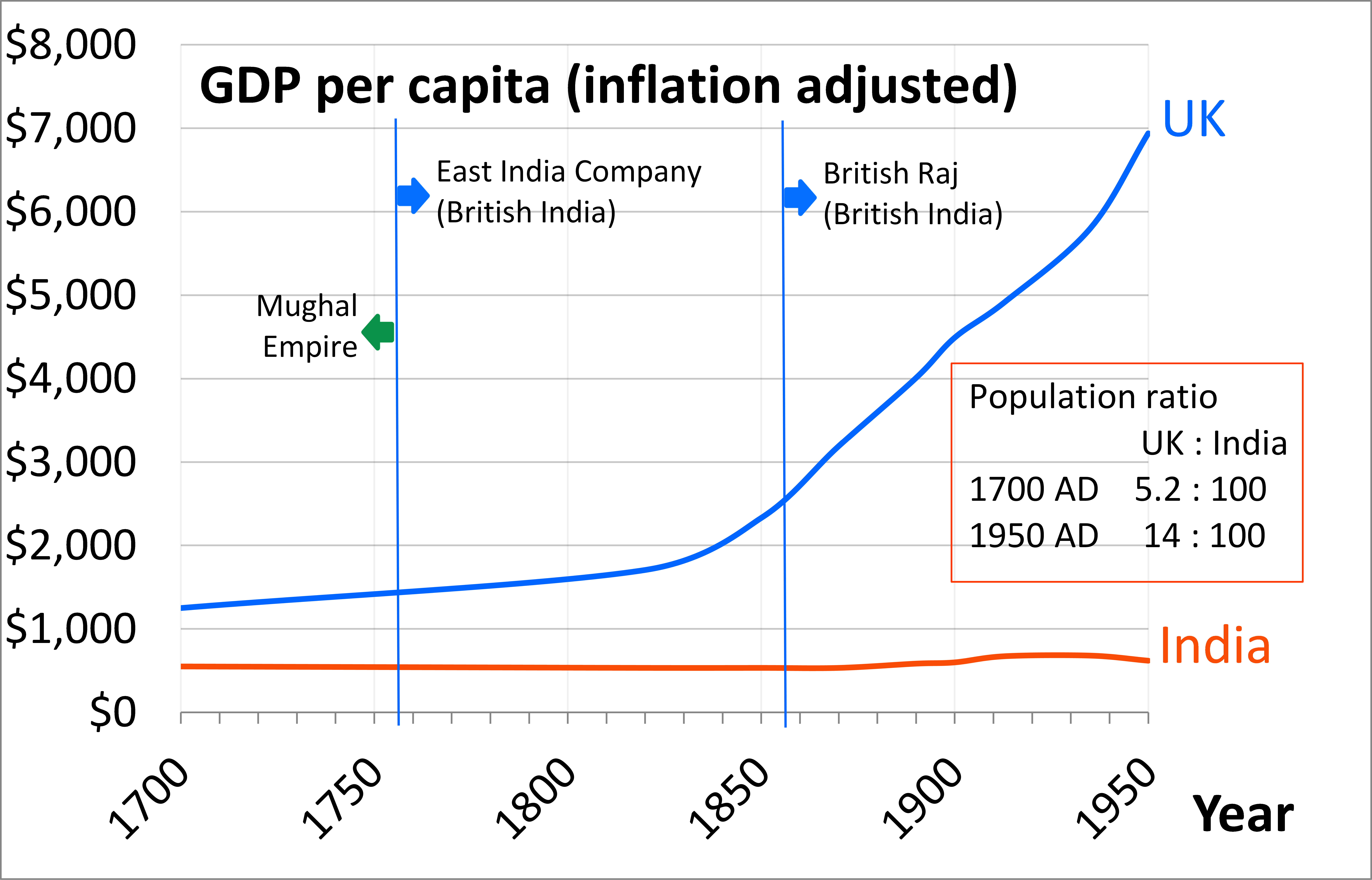
تغير الناتج المحلي الإجمالي للفرد في المملكة المتحدة والهند من 1700 إلى 1950: دراسة في الحقبة الاستعمارية

يصف الاقتصاد الهندي في عهد الراج البريطاني اقتصاد الهند خلال سنوات حكم الراج البريطاني، خلال الفترة من 1858 إلى 1947. وفقًا لتقديرات الناتج المحلي الإجمالي التاريخية التي قدمها الخبير الاقتصادي أنغوس ماديسون، نما الناتج المحلي الإجمالي في الهند خلال فترة الراج البريطاني من الناحية المطلقة إلا أن مساهمته في العالم انخفضت نسبيًا.
خلال الفترة الممتدة بين عامي 1850 و1947، ارتفع الناتج المحلي الإجمالي للهند في عام 1990 من 125.7 مليار دولار إلى 213.7 مليار دولار أميركي، أي بزيادة 70% أو معدل نمو سنوي متوسطه 0.55%. كان معدل النمو هذا أعلى مما كان عليه في عهد المغول في الفترة من 1600 إلى 1700 حيث نما بنسبة 22%، وهو معدل نمو سنوي بلغ 0.20%. أو خلال الفترة الأطول من حكم شركة الهند الشرقية البريطانية في الغالب من 1700 إلى 1850 حيث نما الناتج المحلي بنسبة 39% أو 0.22% سنويًا. بحلول نهاية الحكم البريطاني، ساهمت الهند بنسبة قليلة جدًا من الناتج المحلي الإجمالي العالمي. في عام 1820، بلغ الناتج المحلي الإجمالي في الهند 16% من إجمالي الناتج المحلي الإجمالي العالمي، وبحلول عام 1870، انخفض الناتج المحلي الإجمالي إلى 12%، وانخفض كذلك بحلول عام 1947 إلى 4%. بقي نصيب الفرد من الدخل في الهند راكدًا في الغالب خلال فترة حكم الراج البريطاني، إذ كان التوسع السكاني مصدر معظم نمو الناتج المحلي الإجمالي. في الفترة من 1850 إلى 1947، لم ينمُ نصيب الفرد من الناتج المحلي الإجمالي في الهند إلا بنسبة طفيفة بلغت 16%، من 533 دولار إلى 618 دولار في عام 1990 بالدولارات الدولية.
يبقى دور السياسة الإمبراطورية البريطانية ونطاقها بشأن الانخفاض النسبي في الناتج المحلي الإجمالي العالمي في الهند موضع نقاش بين الاقتصاديين والمؤرخين والسياسيين. يزعم العديد من المعلقين أن تأثير الحكم البريطاني كان سلبيًا جدًا، وأن بريطانيا اضطلعت في سياسة إلغاء التصنيع في الهند لصالح المُصدرين البريطانيين، تاركة الهنود أكثر فقرًا نسبيًا مقارنة بما كانوا عليه قبل الحكم البريطاني. يشير آخرون إلى أن تأثير بريطانيا على الهند كان إما محايدًا على نطاق واسع أو إيجابيًا، وأن انخفاض حصة الهند من الناتج المحلي الإجمالي العالمي يُعزى إلى عوامل أخرى، كتقنيات الإنتاج الشامل الجديدة التي يجري اختراعها في أوروبا.

## الأثر الاقتصادي للإمبريالية البريطانية
منذ القرن الميلادي الأول، وحتى بداية الاستعمار البريطاني في الهند في القرن السابع عشر، غالبًا ما تراوح الناتج المحلي الإجمالي في الهند بين 25%- 35% من إجمالي مجموع الناتج المحلي العالمي، والذي انخفض إلى 2% بحلول عام 1947. في الوقت ذاته، ارتفعت مساهمة المملكة المتحدة في الاقتصاد العالمي من 2.9% في عام 1700 إلى 9% في عام 1870 فقط. أُرغمت شركة الهند الشرقية البريطانية على فتح السوق الهندية الكبيرة أمام السلع البريطانية، والتي كان بالإمكان بيعها في الهند بدون فرض تعريفات جمركية أو رسوم عليها، مقارنة بالمنتجين الهنود المحليين الذين فُرضت عليهم ضرائب باهظة، بينما نُفذت في بريطانيا سياسات حمائية كالحظر والتعريفات العالية لتقييد بيع المنسوجات الهندية هناك، بينما جرى استيراد القطن الخام من الهند بدون تعريفات إلى المصانع البريطانية التي تصنع المنسوجات من القطن الهندي وتبيعها مرة أخرى إلى السوق الهندية. حصلت بريطانيا بموجب سياساتها الاقتصادية على حكر على السوق الكبيرة وموارد القطن في الهند. اعتُبرت الهند موردًا كبيرًا للسلع الخام التي تنتجها المصانع البريطانية وسوقًا كبيرة للسلع البريطانية المصَنعة.
في ظل الحكم البريطاني، انخفضت مساهمة الهند في الاقتصاد العالمي من 24.4% في عام 1700 إلى 4.2% في عام 1950. كان نصيب الفرد من الناتج المحلي الإجمالي في الهند راكدًا أثناء حكم إمبراطورية المغول وبدأ في الانخفاض قبل بداية عهد الحكم البريطاني. انخفضت مساهمة الهند في الناتج الصناعي العالمي من 25% في عام 1750 إلى 2% في عام 1900.
ذكر المؤرخ المعاصر راجات كانتا روي أن الاقتصاد الذي أنشأه البريطانيون في القرن الثامن عشر كان أحد أشكال النهب وكارثة بحق الاقتصاد التقليدي لمغول الهند، إذ استُنفدت الأغذية والأرصدة المالية وفُرضت ضرائب عالية كانت سببًا في مجاعة عام 1770، والتي أودت بحياة ثلث سكان البنغال.
قدَر ويليام ديغبي الأموال التي جرى تحويلها من الهند بين عامي 1870 و1900 بـ900 مليون جنيه إسترليني.
في القرن السابع عشر، كانت الهند دولة متحضرة نسبيًا وتجارية ازدهرت فيها التجارة التصديرية، والتي كُرّس أغلبها إلى منسوجات القطن، ولكنها شملت كذلك الحرير والتوابل والأرز. تُعتبر الهند المنتج الرئيسي في العالم لمنسوجات القطن وتصدر الكثير إلى بريطانيا، فضلًا عن العديد من الدول الأوروبية الأخرى، عن طريق شركة الهند الشرقية.
بعد أن حققت بريطانيا انتصارها على إمبراطورية المغول في معركة بوكسار عام 1764، جرى العمل على تجريد الهند من الصبغة الصناعية عن طريق السياسات البريطانية والاستعمارية المتعاقبة.
كان عمل شركة الهند الشرقية في المنطقة استغلالًا كبيرًا وانتهى به الأمر إلى إفقار الفلاحين الهنود. زُرع نبات الخشخاش مقابل خسارة كبيرة لأكثر من 1.3 مليون فلاح يزرعونه في أتر برديش وبيهار.
يصف العديد من المؤرخين استعمار الهند بالعامل الرئيسي في إلغاء التصنيع في الهند وقيام الثورة الصناعية في بريطانيا. أرغم الاستعمار البريطاني السوق الهندية الكبيرة على فتح أبوابها أمام السلع البريطانية، والتي كان بالإمكان بيعها في الهند بدون فرض تعريفات جمركية أو رسوم عليها، مقارنة بالمنتجين الهنود المحليين الذين فُرضت عليهم ضرائب باهظة، بينما نُفذت في بريطانيا سياسات حمائية كالحظر والتعريفات الجمركية المرتفعة لتقييد بيع المنسوجات الهندية هناك، بينما جرى استيراد القطن الخام من الهند بدون تعريفات إلى المصانع البريطانية التي تصنع المنسوجات من القطن الهندي وتبيعها مرة أخرى إلى السوق الهندية. حصلت بريطانيا بموجب سياساتها الاقتصادية على حكر على السوق الكبيرة وموارد القطن في الهند. اعتُبرت الهند موردًا كبيرًا للسلع الخام التي تنتجها المصانع البريطانية وسوقًا كبيرة للسلع البريطانية المصَنعة.
على النقيض من ذلك، يزعم المؤرخ نيال فيرغسون أن إجمالي دخل اقتصاد الهند بعد الضرائب ارتفع في ظل الحكم البريطاني من 27% إلى 54% (مثّل القطاع ثلاثة أرباع مجموع السكان) وأن البريطانيين استثمروا نحو 270 مليون جنيه إسترليني في البنية التحتية الهندية وقطاعات الري والصناعة بحلول ثمانينيات القرن التاسع عشر (وهو ما يمثل خُمس إجمالي الاستثمارات البريطانية في الخارج) وبلغ هذا الرقم 400 مليون جنيه إسترليني بحلول عام 1914. يزعم كذلك أن البريطانيين ساهموا بزيادة مساحة الأراضي المروية بنسبة واحد إلى ثمانية، على النقيض من حكم المغول والذي بلغت نسبة الأراضي المروية خلاله 5%.
ما يزال موضوع الأثر الاقتصادي للإمبريالية البريطانية على الهند موضع نزاع. أثار القضية السياسي البريطاني إدموند بيرك أحد أعضاء حزب الأحرار البريطاني الذي بدأ في عام 1778 محاكمة اتهام دامت سبع سنوات ضد وارين هاستينغز وشركة الهند الشرقية بتهم تشمل سوء إدارة الاقتصاد الهندي.
يزعم المؤرخ بي جاي مارشال أن النظام البريطاني لم يحدث أي تحول حاد مع الاقتصاد التقليدي وأن السيطرة تُركت إلى حد كبير في أيدي الحكام الإقليميين. كان الاقتصاد مستدامًا بظروف عامة من الازدهار خلال الجزء الأخير من القرن الثامن عشر، باستثناء المجاعات المتكررة مع ارتفاع معدلات الوفيات. لاحظ مارشال أن البريطانيين جمعوا الإيرادات من خلال مديري الضرائب المحليين واحتفظوا بمعدلات الضرائب القديمة التي فرضها المغول. يجادل مارشال كذلك أن البريطانيين حكموا هذا الاقتصاد الذي تسيطر عليه الشعوب الأصلية أساسًا من خلال التعاون مع النخب الهندية.

## إلغاء التصنيع

### آراء المؤرخين والاقتصاديين
في القرن السابع عشر، كانت الهند دولة متحضرة نسبيًا وتجارية ازدهرت فيها التجارة التصديرية، والتي كُرّس أغلبها إلى منسوجات القطن، ولكنها شملت كذلك الحرير والتوابل والأرز. تُعتبر الهند المنتج الرئيسي في العالم لمنسوجات القطن وتصدر الكثير إلى بريطانيا، فضلًا عن العديد من الدول الأوروبية الأخرى، عن طريق شركة الهند الشرقية.
وفقًا للاقتصادي البريطاني أنغوس ماديسون، انخفضت مساهمة الهند في الاقتصاد العالمي من 24.4% في عام 1700 إلى 4.2% في عام 1950. كان نصيب الفرد من الناتج المحلي الإجمالي في الهند راكدًا أثناء حكم إمبراطورية المغول وبدأ في الانخفاض قبل بداية عهد الحكم البريطاني. انخفضت مساهمة الهند في الناتج الصناعي العالمي من 25% في عام 1750 إلى 2% في عام 1900.
بعد أن حققت بريطانيا انتصارها على إمبراطورية المغول في معركة بوكسار عام 1764، جرى العمل على تجريد الهند من الصبغة الصناعية عن طريق السياسات البريطانية والاستعمارية المتعاقبة.
بينما شهدت صناعة القطن البريطانية ثورة تكنولوجية خلال أواخر القرن الثامن عشر إلى أوائل القرن التاسع عشر، كانت الصناعة الهندية راكدة ومُجرّدة من التصنيع.
حتى أواخر عام 1772، جادل هنري باتولو بثقة، في سياق تعليقاته على الموارد الاقتصادية للبنغال، أن الطلب على المنسوجات الهندية لا يمكن أن ينخفض أبدًا، لأنه ليس بإمكان أي دولة أخرى أن تماثله أو تنافسه من حيث النوعية. غير أنه بحلول أوائل القرن التاسع عشر، لوحظ بداية تاريخ طويل من الانخفاض في نسبة صادرات المنسوجات.